# Gróf László (térképtörténész)
Gróf László (Szombathely, 1933. február 23. – Oxford, 2020. április 7.) térképtörténész.

## Életpályája
Pedagógus családból, Gróf Sándor gyermekeként született. Ősei már a 17. század elején a Vas vármegyei Sárváron éltek. 1956 óta Angliában, Oxfordban élt.
Iskoláit Sárváron, Szombathelyen és Budapesten végezte. Katonaéveit a honvédtérképészet kötelékében töltötte. Diplomáját Summa cum laude szerezte az Oxfordi Egyetemen.
Tagjának választotta a Brit Királyi Földrajzi Társaság is.
Angliába kerülve kezdte el gyűjteni a történelmi Magyarország régi térképeit, megalakítva a Carta Hungarica térképgyűjteményt.

## Munkássága
Carta Hungarica térképgyűjteményéből Sárvárnak, ősei szülővárosának több mint félszáz lapból álló, a magyar kartográfia történetét bemutató térképgyűjteményt, valamint Luigi Ferdinando Marsigli 1741-ből származó nagyméretű Duna-atlaszát adományozta, mely a sárvári Nádasdi-várkastély állandó kiállításának anyagát képezi.
Abraham Ortelius Theatrum Orbis Terrarum atlaszaiban 1570–1612 között megjelent Magyarország és Erdély című, 111 lapból álló térképgyűjteménye az Országos Széchényi Könyvtár térképtárába került. 
Több könyve és számos írása is megjelent a kartográfia, filatélia és helytörténet témakörében.
Barátjával, Feiszt György történésszel több mint húsz éven át járta Erdélyt, kutatva annak történelmi múltját és néprajzát.

## Művei
- Carta Hungarica. Térképgyűjtemény, 1540-1841 Nádasdy Ferenc Múzeum, Sárvár; Interpress, Bp., 1988
- László L. Gróf: Children of straw he story of a vanished craft and industry in Bucks, Herts, Beds and Essex; Barracuda Books, Buckingham, 1988
- Anon (Vavassore), Ungaria, c.1538 pre-1526?, VeniceAuthor; Carta Hungarica Collection, Chinnor, 1991
- Sárvár postatörténete; térképrajz F. Molnár Gyöngyi; Magyar Posta Rt. Soproni Igazgatósága–Sárvár város Önkormányzata, Szombathely–Sárvár, 1994